# Ruch Rastafari
Ruch Rastafari – millenarystyczno-mesjanistyczny synkretyczny ruch religijny powstały w chrześcijańskich kręgach kulturowych na Jamajce w latach 30. XX wieku i zapoczątkowany przez Marcusa Garveya. Łączy w sobie protestantyzm, mistycyzm i panafrykanizm.
Rastafarianie wierzą, że Jah, który jest Bogiem, stworzył świat i opiekuje się nim. Wierzą również, iż objawił się on m.in. w królewskim majestacie rasa Tafari Makkonena, od momentu koronacji na cesarza Etiopii znanego jako Haile Selassie I, czym motywują cześć dla niego jako Zwycięskiego Lwa Plemienia Judy, Wybrańca Bożego, Pana Panów i Króla Królów, lub uznają go tylko za namiestnika boskiego majestatu na Ziemi (choć czasem uznają go nawet za powtórnie przybyłego Jezusa). 
Ruch Rastafari zapoczątkowany został w ramach walki o równouprawnienie rasowe oraz koncepcji powrotu do Afryki (Back to Africa). Wyrasta też z interpretacji biblijnego proroctwa, aspiracji społeczno-kulturalnych osób czarnoskórych i kazań Marcusa Garveya. Rozpowszechniał się wraz z emigracją mieszkańców Jamajki. Nazwa ruchu pochodzi od imienia chrzestnego cesarza Ras Tafari, co w języku amharskim znaczy książę straszliwy/szanowany.
W 1996 roku ruch Rastafari na całym świecie otrzymał status doradczy przy Organizacji Narodów Zjednoczonych jako International Rastafari Development Society.

## Wprowadzenie

### Nazwa
Rastafari jest często niewłaściwie nazywane rastafarianizmem,  a określenie to przez część rastafarian uznawane jest za obraźliwe. Rastafarianie uważają, że słowa zakończone na -izm zostały wymyślone, aby wprowadzić podziały między dziećmi Jahwe. Głoszą oni zasadę „No ism, no schism”.

### Charakterystyka
Rastafari łączy cechy chrześcijaństwa (oparcie się na Biblii, w tym idei narodu wybranego, oraz na zasadach chrześcijaństwa koptyjskiego i protestanckiego), mistycyzmu, afrykańskich wierzeń animistycznych (m.in duży szacunek do natury i przyrody) oraz pokojowych nauk cesarza Haile Selassie I, który głosił, że „pokój na ziemi zapanuje, gdy ludzie przestaną być dzieleni na ludzi pierwszej i drugiej kategorii, a kolor ich skóry będzie miał takie samo znaczenie, jak kolor ich oczu”. Wszystkie te elementy wnieśli niewolnicy, sprowadzani na plantacje do Jamajki ze wschodniej Afryki i w mniejszym stopniu z Indii. W takim tyglu kulturowym powstał zupełnie nowy, synkretyczny ruch.

### Krótki rys historyczny
Rastafarianie są potomkami czarnoskórych niewolników przywiezionych na Jamajkę z Afryki. Owych niewolników nawracano na chrześcijaństwo przy użyciu Biblii króla Jakuba. Rasta uznają ją za niedokładną relację słów Boga. Jednym ze źródeł rastafari są kazania Marcusa Garveya, urodzonego na Jamajce czarnoskórego kaznodziei, publicysty, nauczyciela i organizatora ruchu walki o równouprawnienie rasowe. Podczas wizyty w Etiopii zafascynował się on osobą Ras Tafariego jeszcze zanim ten rozpoczął panowanie. Następnie rastafari rozpropagowali na całym świecie emigranci z Jamajki. Zyskał on popularność głównie w środowiskach czarnoskórych robotników w Stanach Zjednoczonych i Europie. Aż do lat siedemdziesiątych XX w. nie był szeroko znany w innych środowiskach społecznych. W latach 70. XX w. został rozpowszechniony przez Boba Marleya i innych muzyków wśród młodzieży amerykańskiej i europejskiej, co wiązało się ze wzrostem popularności kultury i muzyki reggae.

## Wierzenia religijne
Rastafarianie, nazywający się sami często „braćmi Rasta”, wierzą, iż nauki cesarza Haile Selassie I poprowadzą wszystkie ludy do Ziemi Obiecanej (często rozumianej jako Afryka), w której nie będzie już rasizmu i niesprawiedliwości.
Czarnoskórzy członkowie tego ruchu wierzą, że są resztką czystej czarnej rasy, prawdziwych potomków biblijnego króla Dawida. Według ich wierzeń w X wieku p.n.e. cesarstwo Etiopii zostało utworzone przez Menelika I, syna biblijnego króla Salomona i królowej Saby i przetrwało aż do upadku cesarza Haile Selassie I.
Sam Cesarz Selassie nie zaprzeczył jasno, jakoby był wcieleniem Boga czy Jezusa, co część rastafarian interpretuje jako wypełnienie się proroctwa biblijnego, w którym Jezus mówi: „przyjdę jak złodziej”. Jednakże Haile Selassie namawiał rastafarian do przystąpienia do Ortodoksyjnego Kościoła Etiopskiego. Wysyłał misjonarzy na Jamajkę, aby głosili tę wiarę. Kościół znalazł wielu wyznawców wśród Rasta, lecz większość z nich unika kontaktu ze zorganizowaną religią.
Rastafarianie postrzegają (lecz nie dosłownie) ludzi pochodzenia afrykańskiego w obu Amerykach jako ofiary niewoli babilońskiej. Wierzą że Jah wystawia ich na próbę poprzez niewolnictwo i niesprawiedliwość społeczną na tle rasowym. Idea ich powrotu do Afryki (a dokładniej Etiopii) jest oparta na przedstawionej w Biblii idei powrotu do Ziemi Obiecanej. Nie należy mylić tego z politycznym syjonizmem.

### Symbole

Lew Judy oraz barwy flagi Etiopii

Lew Judy – jednym z głównych symboli rastafari jest lew, który symbolizuje nieustraszoność, samego Jah oraz częściowo Ras Tafariego.
Barwy – kolory czerwony, żółty (lub złoty) i zielony, jako barwy flagi Etiopii, mają dla rastafarian szczególne znaczenie i są często obecne w ich strojach. Zielony oznacza Afrykę i spokojny kraj (lub zioła), żółty (lub złoty) to złoto zagarnięte przez kolonistów i dawne bogactwo Afryki (albo królewskość), czerwony oznacza krew: mającą ważne znaczenie dla życia i przelaną podczas walk z najeźdźcą. To tzw. barwy panafrykańskie. Ważnym kolorem dla Rasta jest także czerń, która symbolizuje afrykańskość.
Dredy – noszenie sfilcowanych loków jest prawdopodobnie zapożyczone z judaizmu (zwyczaj Nazireatu) bądź hinduizmu Sadhu, zwłaszcza, że w etiopskiej wersji rastafari dredy były początkowo nieobecne. Noszenie dredów ma znaczenie symboliczne. Dredy są symbolem Lwa Judy, czyli nieustraszonego mesjasza; są wyrazem protestu przeciw „siłom Babilonu” i znakiem powrotu do natury, gdyż w Starym Testamencie (w Pięcioksięgu Mojżeszowym) jest wzmianka o ścinaniu włosów i goleniu się. Dredy wywodzą się także z Afryki, gdzie ludzie nosili je, aby upodobnić się do lwa, uznawanego za króla zwierząt.
Marihuana – często kojarzonym z tym ruchem jest zwyczaj rytualnego palenia świętego ziela, marihuany, którą prawdopodobnie sprowadzili na Jamajkę hinduscy niewolnicy. Jej palenie jest rodzajem aktu duchowego, którego zasadność próbuje się potwierdzić cytatami z Biblii. Wykorzystywana jest do rozumowania i traktowana jest jako sakrament, który oczyszcza ciało i umysł, powiększa świadomość, ułatwia pokojowe współistnienie i przybliża do Jah. Rastafarianie są zaskoczeni faktem, że marihuana jest nielegalna. Postrzegają ją jako substancję otwierającą umysł – coś, czego system Babilonu, jak rozumują, jawnie sobie nie życzy. W swoim rozumowaniu przytaczają kontrastowe porównanie marihuany do alkoholu, który według nich ogłupia ludzi i nie jest częścią afrykańskiej kultury. Pomimo takiej oceny działania marihuany, jej zażywanie nie jest nakazem religijnym i wielu rastafarian jej nie używa.
Niektórzy rastafarianie wierzą, że marihuana to Drzewo Życia, wspominane w Piśmie.
Część rastafarian opiera się na staroangielskiej wersji Biblii króla Jakuba z roku 1611. W tekście hebrajskim Biblii (Wj 30,  23) występuje słowo קְנֵה-בֹשֶׂם (kaneh-bosm), które rastafarianie tłumaczą jako „pachnące konopie” (choć bywa one tłumaczone różnie), co ma usprawiedliwić używanie konopi do praktyk religijnych. Słowo to występuje także w innych miejscach Starego Testamentu:
Iz 43, 24: „wreszcie pięćset syklów kasji, według wagi przybytku, oraz jeden hin oliwy z oliwek.”
Jr 6, 20: „Na co sprowadzacie Mi kadzidło ze Saby albo wyborny korzeń trzcinowy z dalekiej ziemi? Nie podobają Mi się wasze całopalenia, a wasze krwawe ofiary nie są Mi przyjemne.”
Ez 27, 19: „Dan i Jawan począwszy od Uzzal drogą wymiany za twe towary dostarczały ci wyroby żelazne, cynamon i trzcinę.”
PnP 4, 14: „nard i szafran, wonna trzcina i cynamon, i wszelkie drzewa żywiczne...”

### Ceremonie
Oprócz świąt zależnych np. od Kościoła, do którego się należy (jak m.in. członkowie 12 Plemion Izraela), istnieją jeszcze inne ceremonie religijne:
Dyskusja lub krąg – spotkanie grupy rastafarian, którzy siadają w kręgu i podając sobie z rąk do rąk marihuanę w fajce („ganja”), dyskutują o sprawach religijnych, etycznych i społecznych. Podczas spotkania używana jest chillum, fajka pochodząca z Indii, używana również przez hinduskich sadhu. W kręgu z założenia wszyscy są równi, choć pewien specjalny status ma osoba pełniąca uznawaną za zaszczytną funkcję podpalenia i pierwszego zaciągnięcia się fajką. Tradycja nakazuje przekazywać fajkę zawsze w lewym kierunku. 
Nyahbinghi – spotkanie, którego głównym celem jest wspólna gra na bębnach djembe lub kongach i modlitwa (często w postaci śpiewania Psalmów). W Nyahbinghi charakterystyczne jest „serce”, które jest równomiernie wybijane przez cały czas trwania gry, do którego dochodzi też główny rytm i gra solowa. Jest to związane z cytatem z Biblii, mówiącym, aby chwalić Jahwe bębnem i śpiewem. Nyahbinghi posłuchać możemy m.in. w nagraniach Ras Michaela, który zajmuje się właśnie tą muzyką. Nie zachowuje on jednak autentycznej formy Nyahbinghi, w której oryginalnie występują tylko bębny i śpiew, ponieważ korzysta też z innych instrumentów.

### Święta
Rastafarianie obchodzą wiele świąt w roku, celebrując wyjątkowe dni zawsze jednakowo – poprzez urządzenie binghi. 
Poszczególne święta są odmiennie postrzegane i różnie cenione przez rasta, jednakże bezsprzecznie dwoma najważniejszymi dniami są:
- 23 lipca – Urodziny Jego Cesarskiego Majestatu Haile Selassie I;
- 2 listopada – Koronacja Jego Cesarskiego Majestatu Haile Selassie I.

Dodatkowo w mniejszym lub większym stopniu celebrowane są inne wydarzenia, takie jak urodziny proroków, święta wynikające z chrześcijańskiej tradycji Ortodoksji Etiopskiej czy też (w obrębie poszczególnych nacji) rocznice wizyt Jego Cesarskiego Majestatu w konkretnych krajach. Mogą to być na przykład:
- 7 stycznia – Boże Narodzenie w Etiopskim Kościele Ortodoksyjnym;
- 25 marca – Urodziny Cesarzowej Menen Asfaw;
- 21 kwietnia – Rocznica przybycia Jego Cesarskiego Majestatu Haile Selassie I na Jamajkę;
- 25 maja – Dzień Jedności Afrykańskiej;
- 16 czerwca – Urodziny Leonarda P. Howella;
- 17 sierpnia – Urodziny Marcusa Garveya;
- 17 września – Rocznica przybycia Jego Cesarskiego Majestatu Haile Selassie I do Polski.

## Historia Rastafari

### Okres Garveya
Rastafari wywodzi swoją nazwę od Ras (książę) Tafari Makonnen, czyli chrzestnego imienia cesarza Haile Selassie, którego koronacja była traktowana jako spełnienie wygłoszonego trzy lata wcześniej proroctwa inicjatora tej religii, Marcusa Garveya:
Look to Africa for the crowning of a Black King; he shall be the Redeemer.
Spójrzcie na Afrykę, na koronację Czarnego Króla; on będzie Odkupicielem.
oraz kilku proroctw biblijnych.
Imperator Haile Selassie przyjął po koronacji tytuł biblijny „Króla Królów, Pana Panów, Zwycięskiego Lwa z Plemienia Judy” i zgodnie z wierzeniami rastafarian jest 225. władcą Etiopii w ciągłym łańcuchu królów Etiopii, zaczynającym się od syna biblijnego króla Salomona, Menelika I.

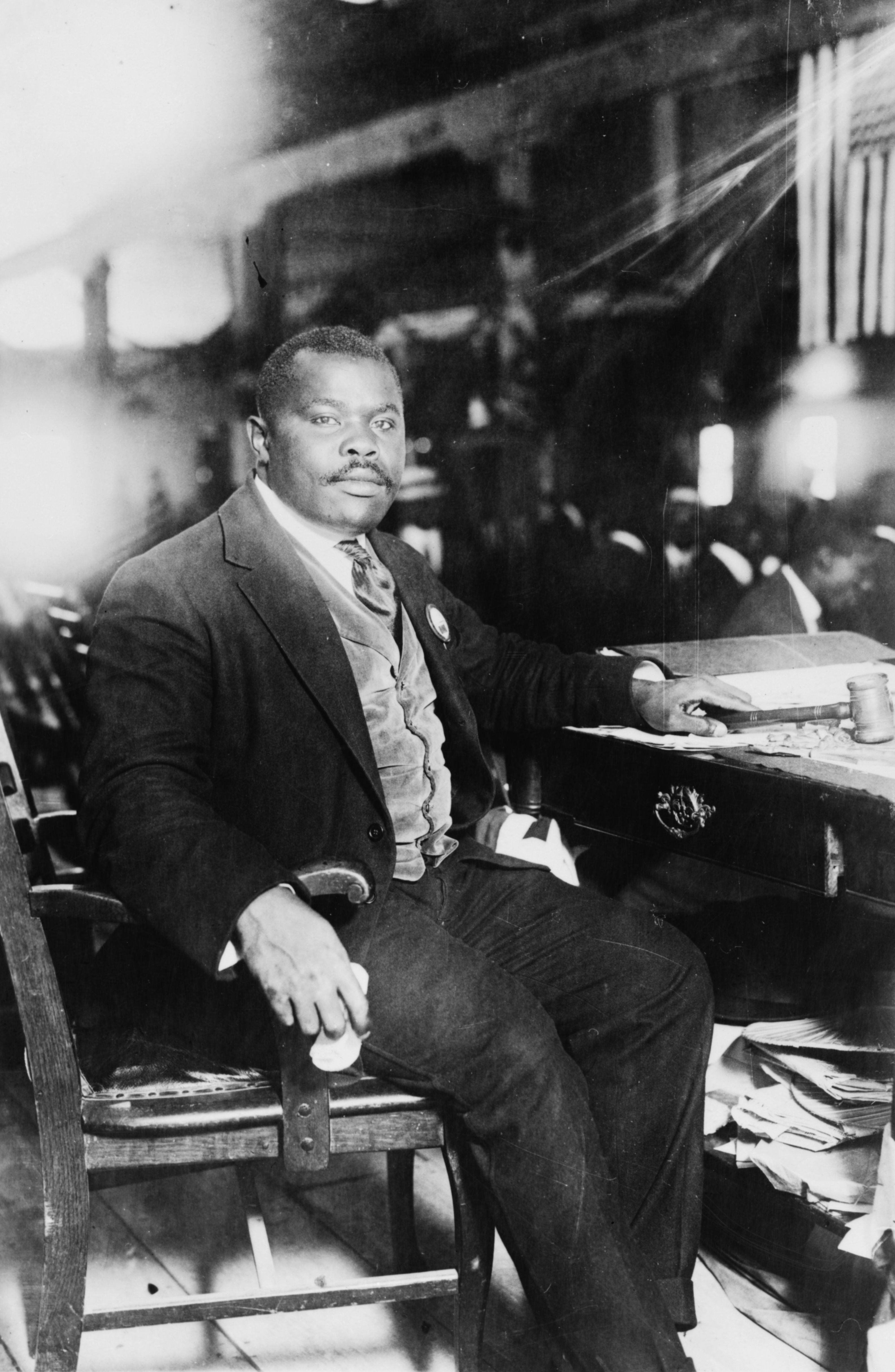
Marcus Garvey

Garvey wierzył w ideę panafrykanizmu, ogłoszącego, że kiedyś wszyscy czarni ludzie powstaną, połączą się w pełnym braterstwie i odzyskają Afrykę z rąk białych kolonizatorów. W latach 20. i 30. XX w. podróżował on po różnych krajach karaibskich z pół-religijnymi, pół-politycznymi kazaniami. Znalazły one szczególny oddźwięk wśród rolniczej ludności Jamajki. Po koronacji Haile Selassie w 1930 r. Garvey ogłosił go nowym mesjaszem. W tym czasie Etiopia była jedynym w pełni niepodległym państwem w Afryce, a Haile Selassie jedynym czarnoskórym władcą, którego poważnie traktowano w Europie. Sam Haile Selassie był chrześcijaninem obrządku etiopskiego i pozostał nim do samego końca. 
Jeden z głównych kaznodziejów rastafariańskich, Leonard Howell, ogłosił w latach 30. podstawowe prawdy tego ruchu społeczno-religijnego. Były to:
- uznanie Imperatora Haile Selassie I za Zbawiciela i jedynego prawowitego władcę;
- dążenie do ustanowienia czarnej supremacji;
- biała rasa może brać udział w rządach tylko wtedy, jeśli nie jest przeciwna czarnej supremacji;
- uzyskanie reparacji od Anglosasów za wszystkie krzywdy, które wyrządzili czarnym ludziom;
- niezależność i walka z legalnym rządem Jamajki (sprawowanym w tym czasie przez białych);
- podjęcie przygotowań do powrotu do Afryki.

Po tym ogłoszeniu Howell został aresztowany i osadzony w więzieniu na 2 lata. Po wyjściu z więzienia ustanowił on komunę o nazwie Pinnacle, która stała się pierwszą „wzorcową” komuną rastafariańską. Obecnie rastafarianie nie popierają idei czarnej supremacji.

### Krzepnięcie ruchu
Rasizm występujący w pierwotnej wersji rastafari został z niego wyeliminowany, aczkolwiek w niektórych środowiskach rastafariańskich reminiscencje idei panafrykanizmu są wciąż żywe. Jeden z największych współczesnych odłamów rastafariańskich o nazwie Dwanaście Plemion Izraela zalicza wszelkie formy rasizmu do „sił Babilonu” i poszukuje wyzwolenia się z jego okowów przez studiowanie i medytację nad Pismem, które jest dostępne dla ludzi wszystkich ras i wyznań.
Pod koniec lat 30. XX w. zarówno Jamajka jak i Etiopia znalazły się w trudnej sytuacji politycznej. W 1935 roku Etiopia została najechana i okupowana przez faszystowskie Włochy, co rastafarianie traktują jako prawdziwy początek II wojny światowej. Haile Sellasie udał się na emigrację do Wielkiej Brytanii, gdzie utworzył Światową Federację Etiopską, w ramach której gromadził donacje, pochodzące przede wszystkim od rastafarian. W dowód wdzięczności po powrocie do władzy przeznaczył on znaczne tereny w jednej z prowincji etiopskich na osiedlanie się rastafarian z całego świata.
Równolegle w 1941 roku komuna Pinnacle została rozwiązana i zakazana przez władze Jamajki. Mimo tego ruch rastafariański rozwijał się na Jamajce w częściowym podziemiu. W 1950 roku został oficjalnie zakazany. Wielu rastafarian było w tym czasie prześladowanych, bitych, zmuszanych do obcinania dredów i więzionych za palenie marihuany.
Etiopska wspólnota emigrantów rastafariańskich, wspierana finansowo przez współwyznawców na całym świecie, zdobywała tymczasem wpływy na rządy w Etiopii, stając się jedną z głównych podpór kulejącej władzy cesarskiej.

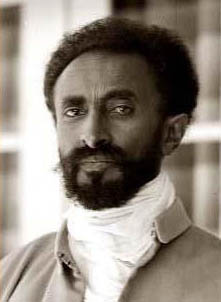
Haile Selassie I

### Odwiedziny cesarza
Haile Selassie w 1966 r. odwiedził Jamajkę, m.in. aby spotkać się ze starszyzną półoficjalnych komun rastafariańskich. Wizyta ta dała silny impuls do rozwoju tego ruchu na całym świecie, gdyż została zinterpretowana przez wielu rastafarian jako oficjalne uznanie swojej roli mesjasza przez Haile Sellasie, aczkolwiek on sam pozostał do końca życia chrześcijaninem obrządku etiopskiego i nigdy nie uznał oficjalnie tej roli.
Haile Selassie podczas pobytu na Jamajce starał się skierować ten ruch na bardziej pokojowe tory. Ogłosił on oficjalnie, że rastafarianie nie powinni opuszczać własnych krajów i emigrować do Afryki do czasu, aż uda im się wyzwolić spod jarzma „Babilonu” wszystkich uciskanych ludzi we własnym kraju, co radykalnie zmieniło charakter tego ruchu z panafrykańskiego na bardziej uniwersalny. Cesarz wysłał także na Jamajkę duchownych koptyjskich, dzięki którym wielu rastafarian w swoich wierzeniach podążyło w stronę chrześcijaństwa, odrzucając wielożeństwo, reinkarnację i różne elementy niechrześcijańskie. Należy jednak zaznaczyć, że do dziś większość rastafarian nie uznaje żadnych przejawów zorganizowanej religii, w tym również kościoła koptyjskiego. Większość rastafarian powiązana jest z nim w luźny sposób, albo w ogóle nie uznała jego roli w swoim życiu. Jest to jednak jedyna zorganizowana religia, która znajduje sobie jakichkolwiek wyznawców wśród podążających ścieżką Rasta. W tradycji Rasta leży brak hierarchii religijnej, a także częściowo brak dogmatów religijnych. Toteż pierwotne wierzenia rastafarian wciąż są żywe w niektórych społecznościach Rasta. Należy też zaznaczyć, że wielu rastafarian ma swoje prywatne spostrzeżenia i wierzenia na tematy powiązane z duchowością i życiem społecznym. Uwagami wymieniają się podczas spotkań zwanych reasoning.
Walter Rodney, profesor na Jamaica University, utworzył w 1968 roku „Ruch Czarnej Siły” (Black Power Movement), który przejął wiele idei rastafarian i razem z nim rozprzestrzenił się na inne wyspy karaibskie – Trynidad i Tobago, Dominikę i Grenadę.

### Okres po śmierci cesarza
Po śmierci cesarza rastafariańscy „uczeni w piśmie” podzielili się na dwie frakcje. Pierwsza z nich głosiła, że cesarz przeniósł się czasowo do nieba, gdzie po mającym niebawem nadejść końcu świata będzie wybierał sprawiedliwych spośród ludu Rasta. Druga wierzyła, że tak naprawdę nie umarł, jego śmierć została sfingowana przez „siły Babilonu”, a tak naprawdę ukrywa się on gdzieś w Afryce, czekając na odpowiedni moment, aby poprowadzić swój lud do Ziemi Obiecanej.

## Rastafari współczesne
Ruch Rastafari nigdy nie był scentralizowaną religią, wielu rastafarian uznaje go nie za religię, a za „drogę życia”. Większość ludzi uważanych w Europie za rasta nie identyfikuje się z konkretnym wyznaniem, definiując siebie jako rasta przez ubiór, obyczaje, muzykę i częste przebywanie w gronie podobnych osób, tworząc w ten sposób subkultury. Kultura ta nigdy nie została szeroko zrozumiana poza Karaibami i częściowo Afryką. Niektórzy rastafarianie uprawiają również działalność polityczną, jak np. Nandor Tanczos albo Ras Sam Brown i jego partia Suffering People's Party z roku 1961, lub łagodzą konflikty polityczne, jak np. Bob Marley. Zaprosił on ówczesnego premiera Michaela Manleya oraz przywódcę opozycji Edwarda Seagę na scenę, a następnie wykonano sławne zdjęcie trzymających się za ręce w symbolicznym geście pokoju podczas bardzo brutalnej kampanii przedwyborczej.
Rastafarianizm od lat 80. zralazł naśladowców wśród białych ludzi (Londyn, Manchester, Nowy Jork), wplynal także na modę yuppies. Swego czasu wśród absolwentek dobrych amerykańskich i brytyjskich uczelni popularne było wychodzenie za mąż za rastafarian, propagując wolność seksualną i obyczajową, a także ekologiczny styl życia. Rastafarianizm miał również znaczny wpływ na rap i subkulturę hiphopową. Obecnie znaczenie rastafari na Jamajce jest niewielkie.

### Odłamy ruchu oraz domy
Większość rastafarian nie identyfikuje się z żadnym odłamem, ale wyróżnić można trzy silne "domy" rastafari – Nyahbinghi, Bobo Ashanti (Bobos) oraz 12 Plemion Izraela. Dom Bobos ma charakter panafrykański i przypomina sektę z charyzmatycznym liderem, podczas gdy dom 12 Plemion Izraela ma charakter bardziej uniwersalistyczny. 
Większość świadomych swojej wiary rastafarian, zwłaszcza tych mieszkających na Karaibach, uznaje, że należy do jednego z „domów”, które są pozostałością oryginalnej struktury zniszczonej częściowo w latach 50. Są to domy Nyahbinghi i Combsomes, które do lat 50. były zarządzane przez nieformalne zgromadzenia starszych „uczonych w piśmie”. Jednym z aspektów różniących oba odłamy jest to, że zwolennicy Nyahbinghi noszą dredy, a zwolennicy Combsomes nie. W niecałe dwadzieścia lat po rozłamie Combsomes niemalże zanikł, co zauważone zostało przez badacza Rastafari, Leonarda E. Barreta już w 1968 roku. Nyabinghi trwa i jest zarządzany przez obieralną radę 72 starców, która spotyka się raz do roku i ustala ogólne kierunki rozwoju tej formy rastafari.

## Liczba wyznawców
Liczba rastafarian na świecie:
- Łącznie: 700 tys. – 1 milion ludzi
- Jamajka – 31 tys. (1,1% populacji)[16]
- Saint Lucia – 3 tys. (1,9% populacji)[16]
- Barbados – 3 tys. (1,0% populacji)[16]
- Grenada – 1 tys. (1,1% populacji)[16]
- Dominika – 900 (1,3% populacji)[16]
- Montserrat – 60 (1,4% populacji)[16]